# 보케

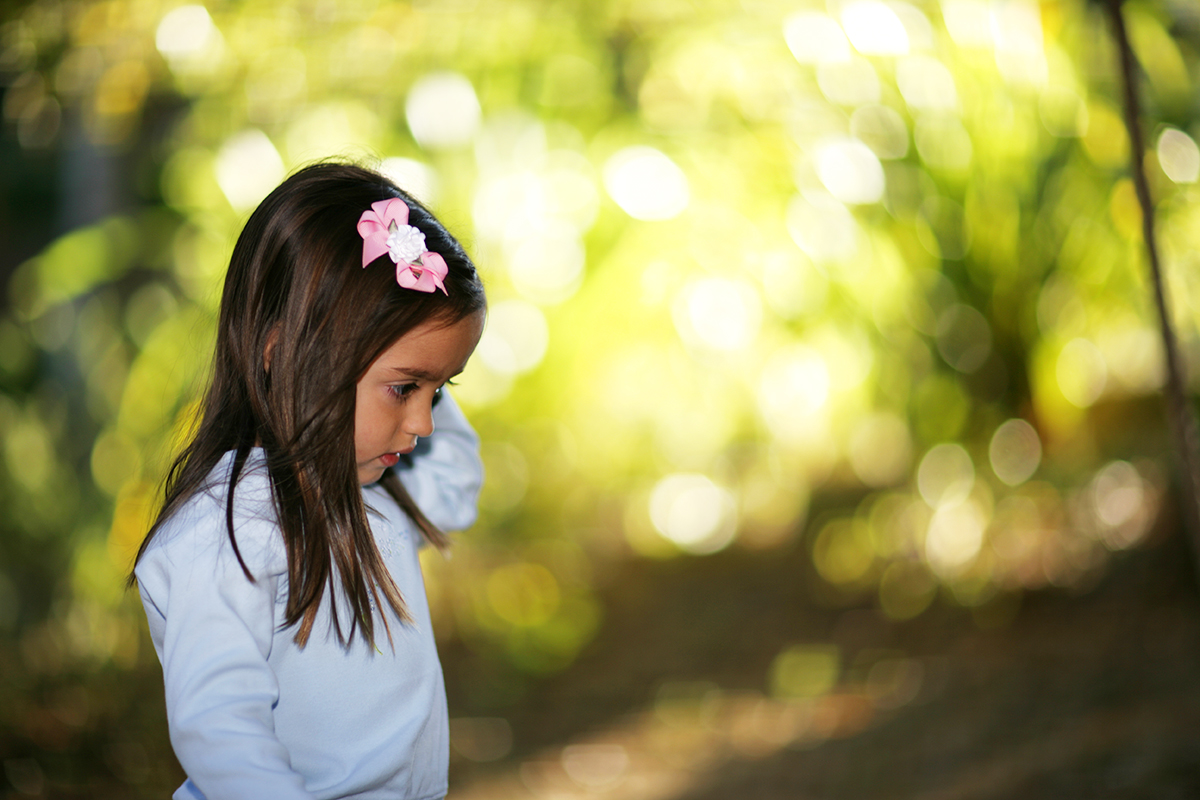
초점 거리 85mm 조리개 F1.2 (Canon EOS-1Ds MarkII + EF 85mm F1.2L) 때 발생한 보케

보케(영어: Bokeh)는 이미지의 아웃 포커스 부분에 미적인 블러 효과를 만들어내는 사진 표현 방법이다. 보케는 "렌즈가 빛의 아웃 포커스 지점을 표현하는 방법"으로도 정의되고 있다. 각기 다른 렌즈 수차와 조리개 설정에 따라 다양한 보케 효과를 낼 수 있다. 일부 렌즈들은 매력적으로 보이도록 이미지를 블러 처리하도록 설계되어 있으나 그 밖의 렌즈들은 눈에 거슬리는 블러 처리를 내는 경우가 있다.(이를 각각 좋은 보케, 나쁜 보케로 부른다) 사진가들은 주의하여 섈로 포커스 기법을 사용하여 눈에 띄는 아웃 포커스 영역이 있는 이미지를 만들어서 보케 효과를 강조시킨다.

## 용어
보케라는 용어는 일본어 보케(暈け, ボケ)에서 온 것으로 이는 흐릿함을 뜻한다. 동사 보케루(暈ける)에서 비롯한 명사 형태로서 여러 의미와 뉘앙스가 있다.
영어 스펠링 보케(bokeh)는 1997년 포토테크닉스(Photo Techniques)지를 통해 보급되었다.

## 같이 보기
- 광학 수차
- 에어리 원반
- 피사계 심도
- 연초점(소프트 포커스)
- 특수 효과